# Névache
Névache (en occitan alpin : Nevascha [neˈvastʃa, neˈvaːtsɔ] en graphie classique ; Nevacho en graphie mistralienne) est une commune française située dans le département des Hautes-Alpes, en région Provence-Alpes-Côte d'Azur.

## Géographie
La commune de Névache est sur la frontière italienne. Elle est traversée par le 45e parallèle nord, et de ce fait située à égale distance du pôle Nord et de l'équateur terrestre (environ 5 000 km).

### Voies de communications et transports

#### Voies routières
- Depuis le bas de la vallée de la Clarée et Briançon, par la D994G[1].
- par la D1T, qui passe le col de l’Échelle depuis l’Italie, accessible en été.

#### Transports en commun
- Transport en Provence-Alpes-Côte d'Azur
- Gare de Briançon

### Vallées
Névache est la plus haute commune de la vallée de la Clarée. Son chef-lieu, le hameau de Ville-Haute, se situe à 1 594 m d'altitude.
Le territoire de la commune de Névache est composée de la Haute Vallée de la Clarée et de la Vallée Étroite. Cette dernière est depuis des temps immémoriaux l'une des montagnes de la communauté, puis commune de Mélezet qui a été fusionnée le 30 juin 1835 avec la commune de « Les Arnauds », puis le 16 juin 1927 avec celle de Bardonnèche.
La vallée de la Clarée et la vallée Étroite communiquent par plusieurs cols, mais un seul, le col de l’Échelle, peut être franchi, de manière saisonnière, par les automobiles de tourisme.

### Habitats permanents
- Ville-Haute 45° 01′ 07″ N, 6° 36′ 16″ E
- Le Château 45° 01′ 10″ N, 6° 36′ 35″ E
- Ville-Basse 45° 01′ 08″ N, 6° 36′ 46″ E
- Le Cros 45° 01′ 07″ N, 6° 37′ 01″ E
- Fort-Ville 45° 01′ 05″ N, 6° 37′ 04″ E
- Salé 45° 01′ 09″ N, 6° 37′ 31″ E
- Roubion
- Plampinet

### Hameaux d'alpage
- Chalets des Acles
- Chalets de Biaune
- Chalets de Buffère
- Chalets de Fontcouverte
- Chalets des Gardioles
- Chalets des Granges
- Chalets de Lacha
- Chalets de Larau
- Chalets de Laval
- Chalets des Meuilles
- Chalets du Queyrellin
- Chalets de Ricou
- Chalets de Rif Tord
- Chalets des Thures
- Chalets du Vallon
- Chalets du Verney
- Les Granges (Vallée Etroite)

### Hameaux d'alpage disparus
- Chalets de Lacou (Entre-deux-guerres)
- Chalets de la Sausse (Sauce, Saulce)

### Sommets
- Aiguille Rouge (en italien : Guglia Rossa) (2 545 m) ;
- Mont Thabor (3 178 m) ;
- Pointe des Cerces (3 097 m) ;
- Tête de la Cassille (3 069 m) ;
- Roche Bernaude (3 222 m) ;
- Pic de la Moulinière (2 936 m) ;
- Roche du Chardonnet (2 960 m) ;
- Rocher de la Grande Tempête 45° 04′ 49″ N, 6° 33′ 31″ E (3 002 m) ;
- Guiau (2 654 m).
- Pic Ombière 45° 00′ 27″ N, 6° 31′ 09″ E (2 832 m) ;

### Cols

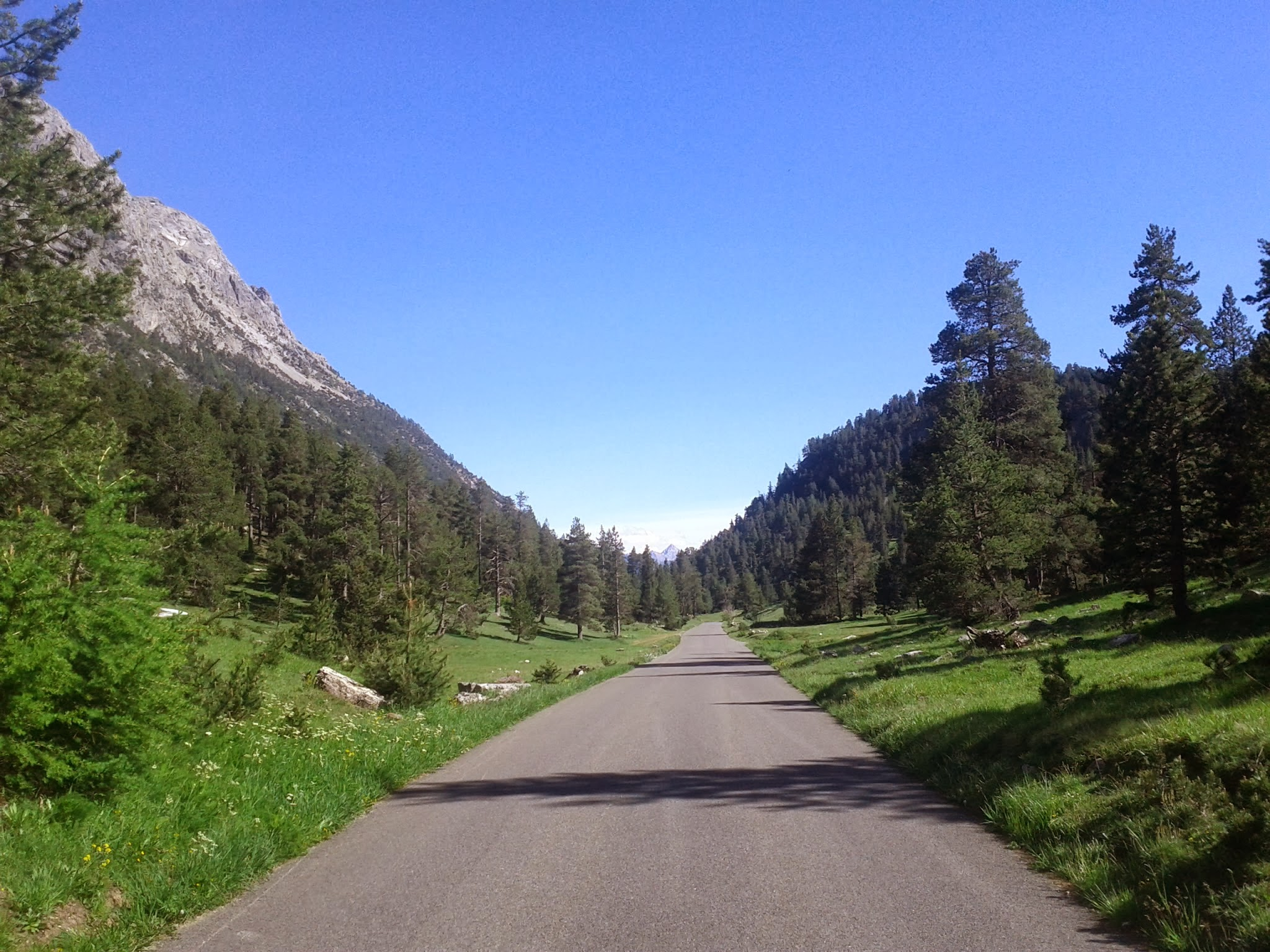
Paysage au col de l’Échelle.

- Le col des Âcles ou de la Pertusa
- Le col de l'Aiguille Noire
- Le col des Béraudes
- Le col de La Chapelle
- Le col des Désertes
- Le col de Dormillouse
- Le col de l'Échelle
- Le col de l'Etroit du Vallon
- Le col des Fontaine Froide
- Le col de la Gran Bagna
- Le col des Thures (2 194 m)
- Le col du Vallon
- Le col du Vallon Froid
- Le Col du Lac Blanc
- Le col de la Madeleine
- Le col des Méandes
- Le col des Muandes
- Le col de Névache
- Le col du Raisin
- Le col de Roche Noire
- le seuil des Rochilles
- Le col du Chardonnet (2 425 m).
- Le col de Buffère.
- Le col de l'Oule
- Le col des Trois Frères Mineurs
- Le col de Vallée Étroite
- Le col de Valmeinier
- Le Passage Sainte-Marguerite
- Le Pas de l'Âne
- Le Pas de l'Ours
- le Pas des Rousses
- Le Pas du Lac Blanc
- Le Pas du Lac Rouge

### Hydrographie et les eaux souterraines
Cours d'eau sur la commune ou à son aval :
- rivière la Clarée[4],
- torrents de Brune, de Roubion, des Âcles, le Riou Blanc, de la Cula, du Creuzet,
- ruisseaux du Chardonnet, de la Raoute, de Buffère, de Cristol, des Béraudes, des Sagnes Froides, du Moutet, de Saint-Jacques, de la Recare, du Lac Laramon, de Rif Tord, du Raisin, de Guillet, de Gardiole, de Biaune, de l'Oule, de Vallée Etroite
- ravins du Longet, du Lau, du Riou Sec, de Saume Longue, des Quartiers, du Châtelard, du Content, de l'Opon.

#### Lacs
- Le Grand Lac de l'Oule
- Le lac de la Barre
- Le lac des Béraudes
- Les lacs de la Casse Blanche
- Le lac Rouge.
- Le lac Blanc du Vallon
- Le lac Biron
- Le lac de la Clarée (2 433 m)
- Le lac Laramon 45° 02′ 55″ N, 6° 33′ 17″ E.
- Le lac du Serpent45° 03′ 03″ N, 6° 33′ 44″ E.
- Les lacs des Gardioles45° 03′ 46″ N, 6° 34′ 05″ E.
- Le lac de Privé
- Le lac de la Recare45° 03′ 33″ N, 6° 33′ 33″ E.
- Le lac de la Cula45° 03′ 51″ N, 6° 32′ 55″ E
- Le lac Long des Muandes45° 04′ 48″ N, 6° 31′ 15″ E
- Le lac Noir
- Les lacs de la Mine
- Le lac du Peyron
- Le lac Rond des Muandes
- Les lacs de la Madeleine (2 634 m)
- Le lac Chavillon ou lac des Thures
- Le lac Bellety
- Le lac Lavoir
- Le lac Blanc de Vallée Etroite
- Le lac Chardonnet
- Les lacs de La Grande Tempête
- Le lac de la Petite Tempête
- Le lac Vert.

## Toponymie
Le nom de la localité est attesté sous les formes Annavasca en 739; Nevasca en 1118; Nevachia en 1232; Nevasia en 1334,.
La première forme connue pour désigner Névache, figure dans le testament du Patrice Abbon qui cède, en 739, avec de nombreuses autres propriétés, Annevasca Valle, à l'abbaye de la Novalaise.
Le Nevacha haut-alpin s'est francisé en Névache. Ainsi, en dialecte alpin, le nom de la commune est Nevascha [neˈvastʃa, neˈvaːtsɔ] en graphie classique ; Nevacho en graphie mistralienne (version phonétique)[réf. nécessaire].
Les toponymistes analysent ce nom sur la base d’un radical Annav- et d'un suffixe -asca,. Ils considèrent que le suffixe -asca est d'origine ligure ou plus généralement préceltique. Il a donné des noms de lieux qui se terminent en  -acha (-ache) dans les Alpes, en -asque (occitan -asca, -asco) en Provence et -asca en Corse, ainsi qu'en Italie. Ils expliquent le premier élément par un anthroponyme, c'est-à-dire un nom de personne gaulois Annavo- (selon la suggestion de Dottin) ou roman Annavus, ce qui revient au même.

## Histoire

### Préhistoire, antiquité et haut Moyen Âge
Présence de plusieurs pierres à cupules (tavola a coppelle en italien) dans le secteur de Lacou.

### Moyen Âge

#### La paroisse de Névache
La paroisse de Névache est la structure sociale dont l’existence est la plus anciennement documentée grâce aux documents que conservait la prévôté de Saint Laurent d'Oulx qui prélevait la dîme.
Le 28 juillet 1333 dans le testament qu'il dicte à La Perrière, le dauphin Guigues VIII ordonne à ses exécuteurs testamentaires de faire reconstruire l'église de Névache,.

#### La co-seigneurie de Névache
Névache semble avoir fait partie, dès leur prise de possession du Briançonnais, des fiefs que les dauphins de Viennois tenaient de l'empereur germanique au travers du royaume d'Arles. Ils s'en servent de monnaie d'échange afin de pouvoir participer à la coseigneurie que les descendants de Witbald de Bardonnèche avaient créée, dans cette communauté et dans celles de Beaulard et de Rochemolles, probablement à la faveur des troubles de la succession de Bourgogne, à la fin du Xe siècle, et qui échappait à la suzeraineté des princes de Briançonnais, soit qu'elle était considérée comme un alleu, soit qu'on la tienne vassale immédiate du royaume d'Arles.
Certains historiens ou érudits ont conjoncturé que Névache faisait partie, de la seigneurie de la famille de Bardonnèche. Les documents qui énoncent les propriétés que le Dauphin transfère au fils du roi de France, en 1343, distinguent le « fief de Bardonesche » et le « fief de Navasche ».
Le 27 septembre 1272, à Bonneville, le dauphin Jean Ier, avec le consentement de sa mère, Béatrice de Faucigny, inféode à Boniface de Bardonnèche, les biens delphinaux de Névache.
Le 22 septembre 1282, le dauphin Jean Ier remet à son fidèle et familier Boniface de Bardonnèche, et à ses successeurs, en augmentation du fief de Bardonnèche et sous réserve d'hommage, la juridiction sur les biens et les personnes nobles et non nobles, de la paroisse de Névache,.
Le 3 octobre 1282, Anne de Bourgogne, comtesse de Vienne et d'Albon, dame de La Tour du Pin, qui a succédé à son frère, le dauphin Jean Ier, confirme à Boniface de Bardonnèche, l'inféodation qui lui avait été concédée de la juridiction sur la paroisse de Névache.
Le 21 septembre 1310, à Saint-Bonnet-en-Champsaur, le dauphin Jean II de la Tour du Pin confirme à Hugonnet de Bardonnèche, fils de Boniface, l'inféodation de la juridiction sur Névache que son oncle avait concédé à Boniface de Bardonnèche et à ses descendants.
Le 21 juillet 1332, Hugues de Bardonnèche, Aymon Galvain, Boniface et Mathieu de Navaysse, coseigneurs de Névache, cèdent au dauphin Guigues VIII les vassaux, les redevances, les droits de justice et tous les biens qu'ils possèdent à Névache.

#### La communauté de Névache
Le 11 août 1250, le dauphin Guigues VII de Viennois renonce, en faveur des habitants de la paroisse de Névache, contre 30 Livres viennoises et 30 Sols viennois pour le salaire du mistral, payables le jour de la Saint-Michel, à son droit de lever sur eux des tailles. Les habitants de la paroisse se voient reconnaître par la même occasion le droit de s'assembler, hors même de la présence du châtelain afin de répartir entre eux cette dette, mais doivent s'adresser au châtelain pour contraindre les réfractaires et les mauvais payeurs. Cette concession qui tend, au fil du temps, à se généraliser en Briançonnais et dans plusieurs régions du Dauphiné, est la plus ancienne connue dans la seigneurie briançonnaise. Elle constitue l'acte fondateur du régime municipal de Névache, encore que les habitants de la paroisse de Plampinet sont exclus de ses bénéfices.
En 1328, les habitants de la vallée de Névache, avec ceux de Césane et d'Exilles, encouragés par Obert Auruce, se soulèvent contre le pouvoir du dauphin. Une révolte a lieu la même année à Bardonnèche contre ceux des coseigneurs.
En 1332, le dauphin Guigues VIII passe un accord avec les habitants de Névache par lequel ceux-ci s'interdisent tout forme d'intelligence avec le comte de Savoie.
En 1343, la communauté de Névache rentre, pour la seule paroisse de Plampinet, dans le système d'accords complexes qui régissent les Escartons du Briançonnais. La paroisse de Névache comme celles de Bardonnèche, de Rochemolles et de Beaulard dispose de sa propre charte, et profite de l'ambiguïté de sa situation pour conserver un semblant d'autonomie en certaines matières.
Le 18 mars 1386, la communauté de Névache achète à Hugonnet de Bardonnèche, pour la somme de 300 florins, un alleu qu'il possède sur son territoire.
Le 14 août 1476, les communautés de Névache, de Montgenèvre et de Val-des-Prés obtiennent une ordonnance de Jean Daillon, gouverneurs du Dauphiné, qui fixe le nombre de feux taxables en fonction de la fertilité des fonds de chaque communauté et non du nombre de leurs habitants,.

#### Les châteaux de Névache

##### Le premier château
La tradition orale veut que le sommet du rocher nommé « la Taroche » soit le site où un premier château fut construit. Il n'existe à vrai dire aucune preuve de son existence. L'hypothèse de sa destruction « par les Sarrasins » est tout aussi fantaisiste.

##### Le second château
Le projet d'inféodation du Dauphiné à l'église romaine, transmis par le dauphin Humbert II de Viennois au pape Benoit XII, fait état d'un « castrum de Navaycha »,, mais aucun document, contrairement aux autres châteaux delfinaux du Briançonnais, n'en mentionne le châtelain ou une quelconque réparation des défenses. il est probable que ce château ou une fortification du hameau de Ville-Haute, n'a jamais existé. La tradition historiographique locale voit néanmoins, dans la base du clocher de l'église actuelle, les vestiges de la tour de ce bâtiment,.

##### Le troisième château
C'était une construction qui matérialisait le pouvoir de juridiction que détenaient encore certains des seigneurs, qui était située au lieu-dit « Le Château » 45° 01′ 11″ N, 6° 36′ 34″ E. Son emplacement exact est inconnu. En 1773, la Communauté de Névache l'achète à Antoine des Ambrois et le revend, le 3 octobre 1773 à Laurent Rochas qui y installera une fabrique de cotonnades.

### XVIesiècle
Le plus grand événement du XVIe siècle à Névache réside certainement dans la reconstruction et l'embellissement des églises de Névache et de Plampinet.

### XVIIIesiècle
En 1708, à cause de l'invasion des troupes du Duc de Savoie, les habitants du village se réfugient dans les montagnes.

### XXesiècle

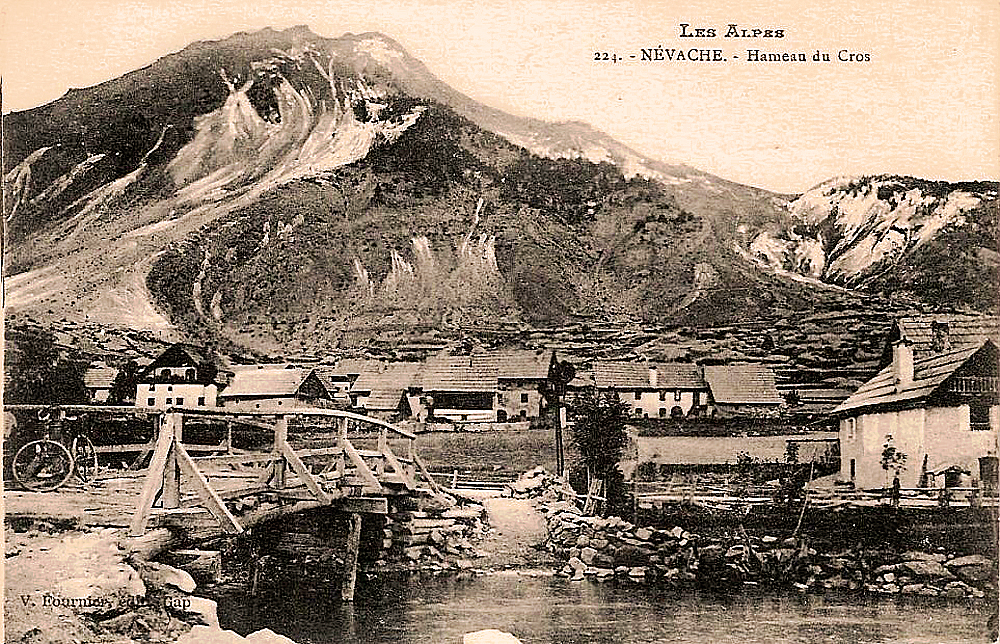
Hameau du Cros, Névache, carte postale du début du XXe siècle.

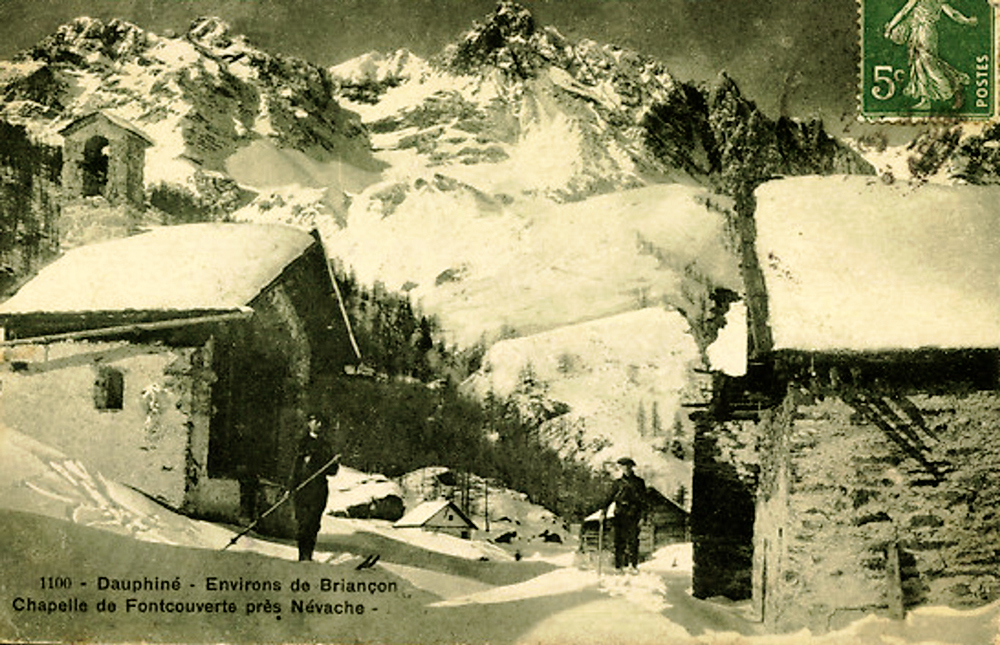
Chapelle de Fontcouverte, en hiver, carte postale du début du XXe siècle.

À la fin des années 1920, la Commission Royale du Grand Paradis décide, avec le concours financier du gouvernement italien, de procéder à une expérimentation de l'acclimatation du renne dans les Alpes et choisit la Vallée Étroite pour accueillir les animaux qu'elle acquiert en Norvège. Deux mâles âgés de quatre ans et cinq femelles, âgées de deux ans, semi-domestiques, arrivent à Bardonnèche le 10 février 1929. Ils sont dans un premier temps parqués dans un enclos près de la gare, mais les mâles prennent l'habitude de s'en échapper afin d'aller pâturer où bon leur semble. L'un d'eux finit par vivre en liberté. Ils sont finalement tous mis en liberté aux abords du Lac Vert. Quelques incidents font craindre à leurs propriétaires de la Commission qu'ils ne passent la frontière française, et celle-ci décide de les installer dans le Grand Paradis.
Le territoire de la commune s’est agrandi de la Vallée Étroite (auparavant italienne) en 1947, à la suite des rectifications de frontière après la Seconde Guerre mondiale. Cet ajout constitue une exception à la règle faisant passer les frontières aux lignes de partage des eaux.
Pendant les années 1970, la route du Col de l'Échelle, qui n'a fait que peu de travaux de drainage, sur le versant Bardonnèche se révèle instable. Tandis que les autorités italiennes la défendent et provisionnent des budgets pour la stabiliser, les autorités françaises se retranchent derrière des projets comme celui de la société Sovocal qui défend la création d'une autoroute Bardonnèche-Fos-sur-Mer. En 1975, le préfet des Hautes-Alpes interdit la route à tout trafic.
Ce projet rencontre l'opposition des défenseurs de l'environnement aussi bien français qu'italiens, aux premiers rangs desquels figurent l'« Association des habitants de Val-des-Prés », présidée par Émilie Carles, et l'« Association Les amis de la Névachie », présidée par Wladimir Rabinovitch, du maire de Bardonnèche et de celui de Jean-Louis Tane, maire de Névache, qui lance un concours d'aménagement de la vallée de Névache et de la vallée Étroite dans lequel les propositions d'aménagement ferroviaire à voix étroite sont majoritaires. Le mouvement d’opposition gagne progressivement en popularité.
Le talent d'oratrice, l'énergie, la passion d'Émilie Carles et la publication, en 1978, de son livre de souvenirs Une soupe aux herbes sauvages médiatisent fortement le sujet. Le public de l'extérieur et celui du village de Val-des-Prés font une lecture totalement différente du livre qui entraîne, localement, une réaction de rejet qui finit par s'estomper avec le temps,,.
Le projet autoroutier est vite abandonné. Dès 1978, la municipalité de Bardonnèche renonce à tout aménagement en relation avec un quelconque projet de tunnel et obtient une réouverture du parcours, pendant la saison estivale au seul trafic touristique. La réussite de cette mobilisation est attribuée à la personnalité  charismatique d’Émilie Carles, mais elle a été acquise dans un contexte complexe. D'une part, la doctrine de la politique d'aménagement du territoire est en train de changer, dont témoigne le « discours de Vallouise », prononcé par « Valéry Giscard d’Estaing » en 1977, met fin aux « Plans Neige » qui avaient été mis en œuvre depuis 1964 afin de développer le tourisme de masse dans les zones montagneuses. Le succès de la mobilisation aurait été sans doute plus difficile sans l'existence concomitante de transformations économiques et sociales notamment : l'installation, dans le cadre du mouvement de « retour à la terre », de nouveaux ménages porteurs d'une conscience « écologiste » et héritiers de traditions de lutte sociales qui étaient traditionnellement marginales en Briançonnais.
En 1987, Pierre Bernard-Reymond, alors député des Hautes-Alpes, remet sur le tapis la question d'une percée autoroutière sous le Col du Montgenèvre dont le principal argument est la nécessité d'une liaison performante entre Marseille et Turin. Un arrêté préfectoral du 26 février 1988, crée le Syndicat mixte d'ÉTUde pour le tunnel du MONTgenèvre (SÉTUMONT) dont les membres sont la Région Provence-Alpes-Côte d'Azur, les chambres régionales de commerce et d'industrie, le département des Hautes-Alpes, les Chambres de commerce et d'industrie des Hautes-Alpes et de Marseille-Provence, ainsi que les communes de Gap, Manosque, Marseille, Montgenèvre, Névache et Val des Prés. Trois projets de tunnels routiers sont mis à l'étude : le tunnel du Montgenèvre, le tunnel sous l'Échelle, et une variante de ce dernier : « Plampinet-Beaulard » qui évite la ville de Bardonnèche. En novembre 1991, le rapport Legrand préconise la solution du tunnel routier sous l'Échelle qui serait techniquement et financièrement la plus facile à réaliser » ,.
En juillet 1992, Ségolène Royal, alors ministre de l'Environnement, signe le décret de classement de l'intégralité de la vallée de la Clarée.

## Politique et administration

### Liste des maires
| Période                                  | Période           | Identité                    | Étiquette      | Qualité                    |
| ---------------------------------------- | ----------------- | --------------------------- | -------------- | -------------------------- |
| Les données manquantes sont à compléter. |                   |                             |                |                            |
| 23 février 1790                          | 12 novembre 1791  | Claude Pelade Tane          | *              |                            |
|                                          | avril 1821        | Jean Rolland                | *              |                            |
| avril 1821                               | janvier 1827      | Benoit Faure                | *              |                            |
| février 1827                             |                   | Jean Antoine Maritan        | *              |                            |
| 14 mai 1871                              | 1881              | Claude Carail               | *              |                            |
| 1881                                     | 17 mai 1884       | Lautier                     | *              |                            |
| 18 mai 1884                              | 12 septembre 1885 | Carail Antoine              | *              |                            |
| 13 septembre 1885                        | 19 mai 1888       | Claude Eugène Arduin        | *              |                            |
| 20 mai 1888                              | 14 mai 1892       | JosephLautier               | *              |                            |
| 15 mai 1892                              | 16 mai 1896       | Claude Aimé Rostolland      | *              |                            |
| 17 mai 1896                              | 19 mai 1900       | Jean AndréBaille            | *              |                            |
| 20 mai 1900                              | 1904              | Joseph Tane                 | *              |                            |
| 1904                                     | 1912              | Alfred Pascallon            | *              |                            |
| 1912                                     | 27 juin 1914      | Célestin Barnéoud           | *              |                            |
| 28 juin 1914                             | 11 septembre 1920 | François Arduin             | *              |                            |
| 12 septembre 1920                        | 7 novembre 1925   | Ferdinand Baille            | *              |                            |
| 8 novembre 1925                          | 18 mai 1929       | Maximilien Faure            | *              |                            |
| 19 mai 1929                              |                   | Zéphirin Salle              | *              |                            |
| 1953                                     | 1966              | Philippe Donzel             | *              |                            |
| 1966                                     | 1977              | Jean-Louis Tane             | *              |                            |
| 1977                                     | 1983              | Jules Sébastianellli        | *              |                            |
| 1983                                     | 1995              | René Paul Monnet            |                |                            |
| 1995                                     | 2001              | Jacques Deyme               | *              |                            |
| mars 2001                                | mars 2008         | Jean-Louis Chevalier        | DVD            |                            |
| mars 2008                                | mars 2014         | Georges Pouchot-Rouge Blanc | SE             |                            |
| mars 2014                                | juillet 2020      | Jean-Louis Chevalier        | DVD            | Retraité Fonction publique |
| juillet 2020                             | En cours          | Claudine Chrétien           | Sans étiquette | SE                         |

### Intercommunalité
Commune membre de la Communauté de communes du Briançonnais.

### Climat
Pour des articles plus généraux, voir Climat de Provence-Alpes-Côte d'Azur et Climat des Hautes-Alpes.
En 2010, le climat de la commune est de type climat des marges montargnardes, selon une étude du Centre national de la recherche scientifique s'appuyant sur une série de données couvrant la période 1971-2000. En 2020, Météo-France publie une typologie des climats de la France métropolitaine dans laquelle la commune est exposée à un climat de montagne ou de marges de montagne et est dans la région climatique Alpes du sud, caractérisée par une pluviométrie annuelle de 850 à 1 000 mm, minimale en été.
Pour la période 1971-2000, la température annuelle moyenne est de 6,2 °C, avec une amplitude thermique annuelle de 15,6 °C. Le cumul annuel moyen de précipitations est de 796 mm, avec 7,8 jours de précipitations en janvier et 7,7 jours en juillet. Pour la période 1991-2020, la température moyenne annuelle observée sur la station météorologique installée sur la commune est de 5,2 °C et le cumul annuel moyen de précipitations est de 804,5 mm. 
La température maximale relevée sur cette station est de 32,5 °C, atteinte le 18 juillet 2023 ; la température minimale est de −27,3 °C, atteinte le 15 janvier 1966,,.
| Mois                                  | jan.             | fév.             | mars           | avril            | mai              | juin            | jui.            | août          | sep.            | oct.           | nov.           | déc.            | année      |
| ------------------------------------- | ---------------- | ---------------- | -------------- | ---------------- | ---------------- | --------------- | --------------- | ------------- | --------------- | -------------- | -------------- | --------------- | ---------- |
| Température minimale moyenne (°C)     | −9,3             | −9,6             | −5,2           | −2,7             | 2,1              | 4,7             | 6,4             | 6,5           | 3,1             | 0,2            | −4,6           | −8              | −1,4       |
| Température moyenne (°C)              | −3,5             | −2,7             | 1,1            | 3,5              | 8,5              | 12              | 14,2            | 14,3          | 10,1            | 6,3            | 0,9            | −2,8            | 5,2        |
| Température maximale moyenne (°C)     | 2,4              | 4,3              | 7,3            | 9,7              | 14,9             | 19,3            | 21,9            | 22,2          | 17,1            | 12,4           | 6,4            | 2,5             | 11,7       |
| Record de froid (°C) date du record   | −27,3 15.01.1966 | −24,2 28.02.1970 | −26 04.03.1965 | −17,1 06.04.1970 | −11,2 01.05.1970 | −8,7 06.06.1969 | −4,5 06.07.1990 | −6 19.08.1968 | −9,6 25.09.1968 | −15 24.10.1974 | −20 21.11.1971 | −26 29.12.1968  | −27,3 1966 |
| Record de chaleur (°C) date du record | 14 29.01.07      | 16,5 20.02.23    | 18 21.03.05    | 21 24.04.07      | 25,3 29.05.01    | 29,1 25.06.03   | 32,5 18.07.23   | 31,5 24.08.23 | 28,8 05.09.06   | 25 10.10.1967  | 21 03.11.1981  | 15,5 13.12.1994 | 32,5 2023  |
| Précipitations (mm)                   | 61               | 43,2             | 50,3           | 62,9             | 75,8             | 65,5            | 54,6            | 54,4          | 70,7            | 94,4           | 97,7           | 74              | 804,5      |

| Diagramme climatique                                  |             |             |             |             |             |             |             |             |             |             |         |
| J                                                     | F           | M           | A           | M           | J           | J           | A           | S           | O           | N           | D       |
| 2,4−9,361                                             | 4,3−9,643,2 | 7,3−5,250,3 | 9,7−2,762,9 | 14,92,175,8 | 19,34,765,5 | 21,96,454,6 | 22,26,554,4 | 17,13,170,7 | 12,40,294,4 | 6,4−4,697,7 | 2,5−874 |
| Moyennes : • Temp. maxi et mini °C • Précipitation mm |             |             |             |             |             |             |             |             |             |             |         |

Les paramètres climatiques de la commune ont été estimés pour le milieu du siècle (2041-2070) selon différents scénarios d'émission de gaz à effet de serre à partir des nouvelles projections climatiques de référence DRIAS-2020. Ils sont consultables sur un site dédié publié par Météo-France en novembre 2022.

## Urbanisme

### Typologie
Au 1er janvier 2024, Névache est catégorisée commune rurale à habitat dispersé, selon la nouvelle grille communale de densité à 7 niveaux définie par l'Insee en 2022.
Elle est située hors unité urbaine. Par ailleurs la commune fait partie de l'aire d'attraction de Briançon, dont elle est une commune de la couronne,. Cette aire, qui regroupe 15 communes, est catégorisée dans les aires de moins de 50 000 habitants,.

### Occupation des sols

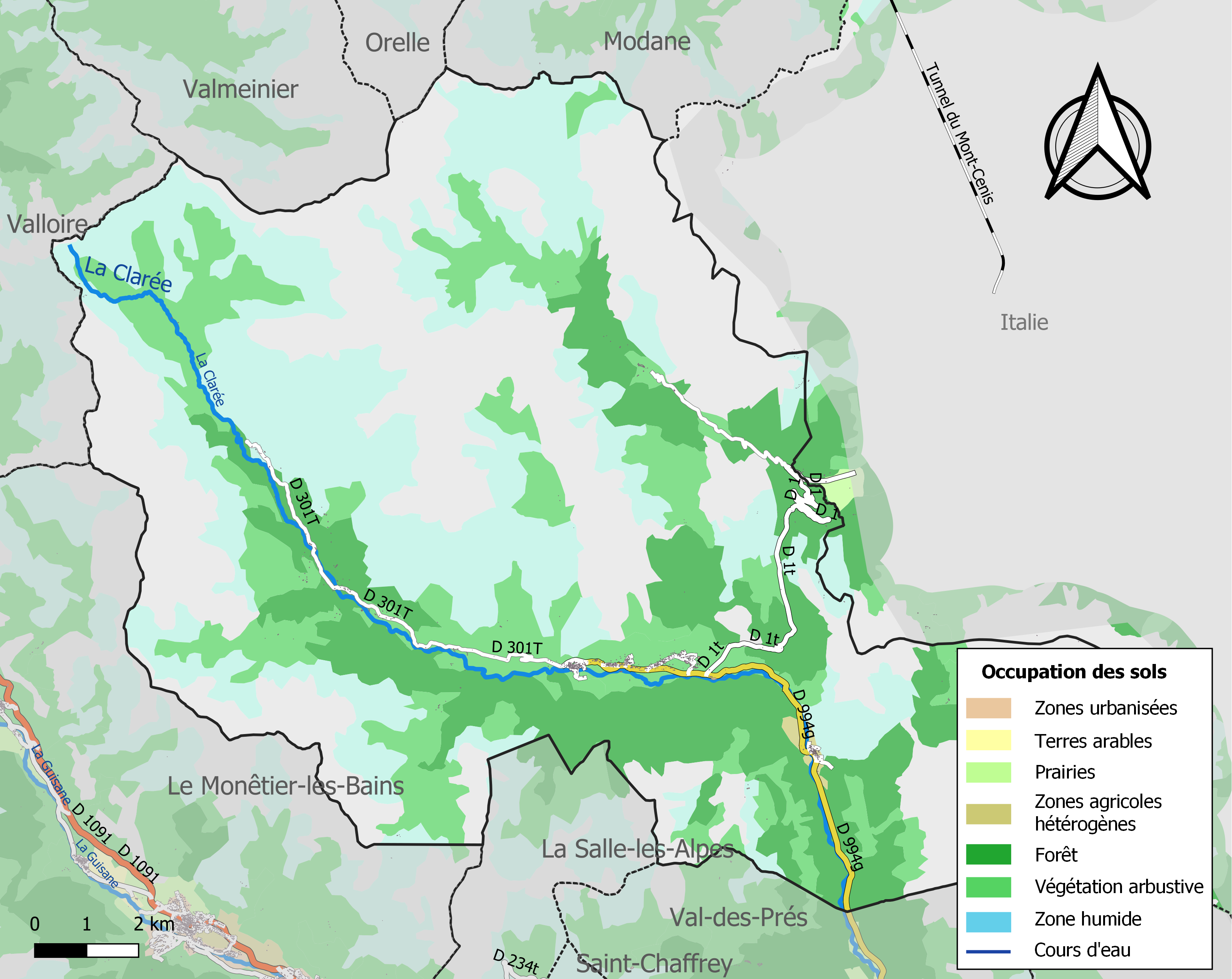
Carte des infrastructures et de l'occupation des sols de la commune en 2018 (CLC).

Le tableau ci-dessous présente l'occupation des sols de la commune en 2018, telle qu'elle ressort de la base de données européenne d’occupation biophysique des sols Corine Land Cover (CLC).
| Type d’occupation                            | Pourcentage | Superficie (en hectares) |
| -------------------------------------------- | ----------- | ------------------------ |
| Systèmes culturaux et parcellaires complexes | 0,2 %       | 47                       |
| Forêts de conifères                          | 19,4 %      | 3706                     |
| Forêts mélangées                             | 0,6 %       | 110                      |
| Pelouses et pâturages naturels               | 15,0 %      | 2873                     |
| Landes et broussailles                       | 0,5 %       | 92                       |
| Forêt et végétation arbustive en mutation    | 2,2 %       | 425                      |
| Roches nues                                  | 33,8 %      | 6450                     |
| Végétation clairsemée                        | 28,3 %      | 5396                     |
| Source : Corine Land Cover                   |             |                          |

### Budget et fiscalité 2017

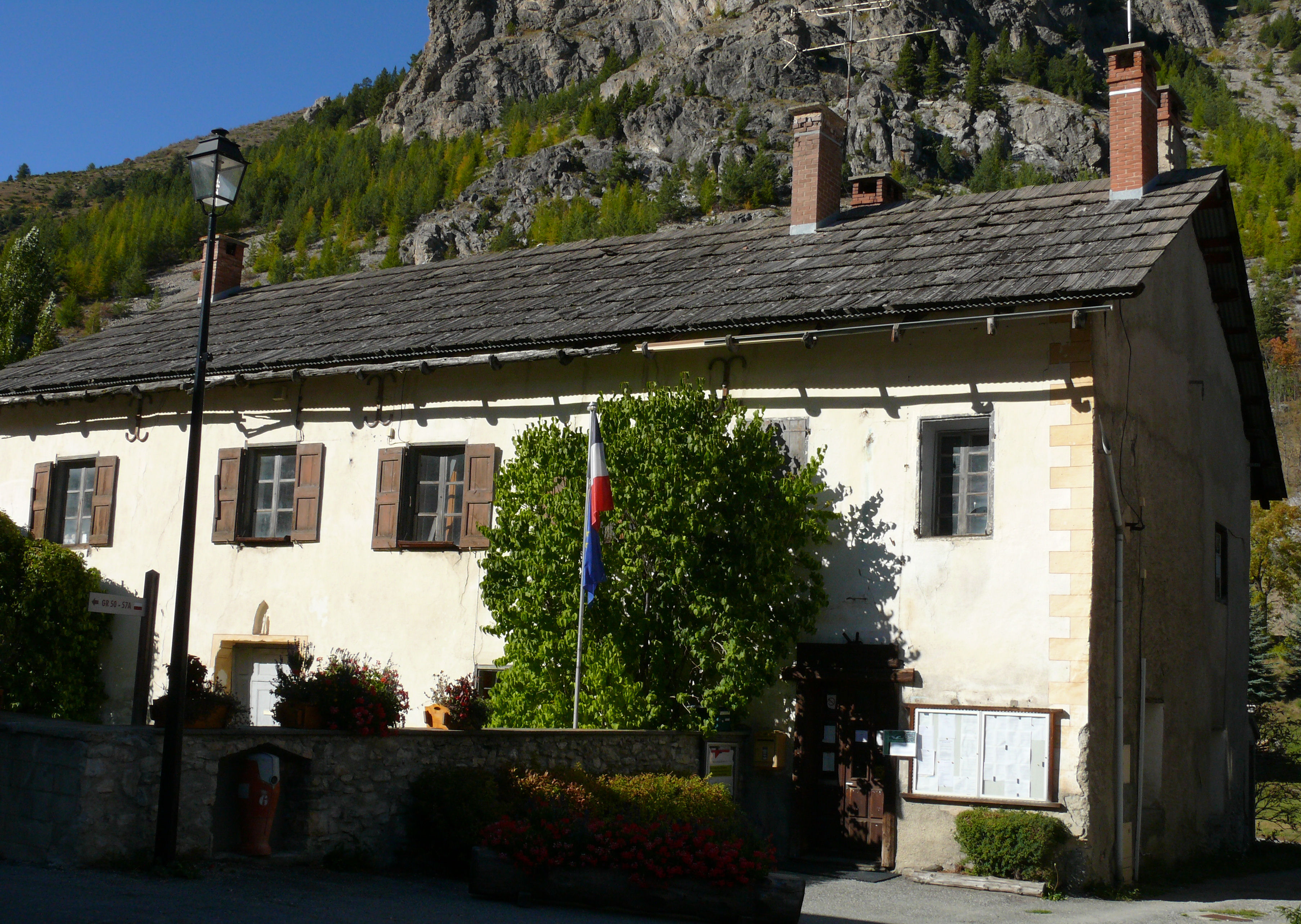
La mairie.

En 2017, le budget de la commune était constitué ainsi :
- total des produits de fonctionnement : 1 255 000 €, soit 3 372 € par habitant ;
- total des charges de fonctionnement : 1 348 000 €, soit 3 624 € par habitant ;
- total des ressources d'investissement : 576 000 €, soit 1 548 € par habitant ;
- total des emplois d'investissement : 196 000 €, soit 526 € par habitant ;
- endettement : 279 000 €, soit 750 € par habitant.

Avec les taux de fiscalité suivants :
- taxe d'habitation : 7,30 % ;
- taxe foncière sur les propriétés bâties : 16,00 % ;
- taxe foncière sur les propriétés non bâties : 55,00 % ;
- taxe additionnelle à la taxe foncière sur les propriétés non bâties : 0,00 % ;
- cotisation foncière des entreprises : 0,00 %.

Chiffres clés Revenus et pauvreté des ménages en 2015 : médiane en 2015 du revenu disponible, par unité de consommation : 17 754 €.

### Politique environnementale
Névache dispose d'une station d'épuration d'une capacité de 2000 équivalent-habitants.

## Population et société

### Démographie
L'évolution du nombre d'habitants est connue à travers les recensements de la population effectués dans la commune depuis 1793. Pour les communes de moins de 10 000 habitants, une enquête de recensement portant sur toute la population est réalisée tous les cinq ans, les populations de référence des années intermédiaires étant quant à elles estimées par interpolation ou extrapolation. Pour la commune, le premier recensement exhaustif entrant dans le cadre du nouveau dispositif a été réalisé en 2007.

En 2022, la commune comptait 360 habitants, en évolution de +0,84 % par rapport à 2016 (Hautes-Alpes : +0,4 %, France hors Mayotte : +2,11 %).
| 1793 | 1800 | 1806 | 1821 | 1831 | 1836 | 1841 | 1846 | 1851 |
| ---- | ---- | ---- | ---- | ---- | ---- | ---- | ---- | ---- |
| 857  | 790  | 790  | 880  | 877  | 939  | 918  | 924  | 867  |

| 1856 | 1861 | 1866 | 1872 | 1876 | 1881 | 1886 | 1891 | 1896 |
| ---- | ---- | ---- | ---- | ---- | ---- | ---- | ---- | ---- |
| 904  | 841  | 818  | 675  | 676  | 690  | 696  | 628  | 671  |

| 1901 | 1906 | 1911 | 1921 | 1926 | 1931 | 1936 | 1946 | 1954 |
| ---- | ---- | ---- | ---- | ---- | ---- | ---- | ---- | ---- |
| 656  | 683  | 662  | 421  | 374  | 369  | 333  | 235  | 190  |

| 1962 | 1968 | 1975 | 1982 | 1990 | 1999 | 2006 | 2007 | 2012 |
| ---- | ---- | ---- | ---- | ---- | ---- | ---- | ---- | ---- |
| 182  | 128  | 119  | 191  | 245  | 290  | 321  | 326  | 366  |

| 2017 | 2022 | - | - | - | - | - | - | - |
| ---- | ---- | - | - | - | - | - | - | - |
| 356  | 360  | - | - | - | - | - | - | - |

### Enseignement
Établissements d'enseignements :
- Écoles maternelle et primaire,
- Collèges à Modane, Briançon,
- Lycées à Briançon.

### Santé
Professionnels et établissements de santé :
- Médecins à Le Monêtier-les-Bains, Saint-Chaffrey, Montgenèvre, Briançon,
- Pharmacies à Le Monêtier-les-Bains, Saint-Chaffrey, Montgenèvre, Briançon,
- Hôpitaux à Briançon, Modane.

### Cultes
- Culte catholique, Paroisse de Névache - Gap - Embrun[50], Diocèse de Gap.

### Manifestations culturelles et festivités
- 24 août. Pèlerinage au Mont Thabor.

## Économie

### Entreprises et commerces

#### Tourisme
- Camping municipal[51].
- Domaine nordique et alpin[52].

#### Commerces
- Restaurant Bistrot de pays "Au Bon Coin"[53],[54].

## Culture locale et patrimoine

### Lieux et monuments

#### Architecture religieuse

##### Églises et chapelles paroissiales

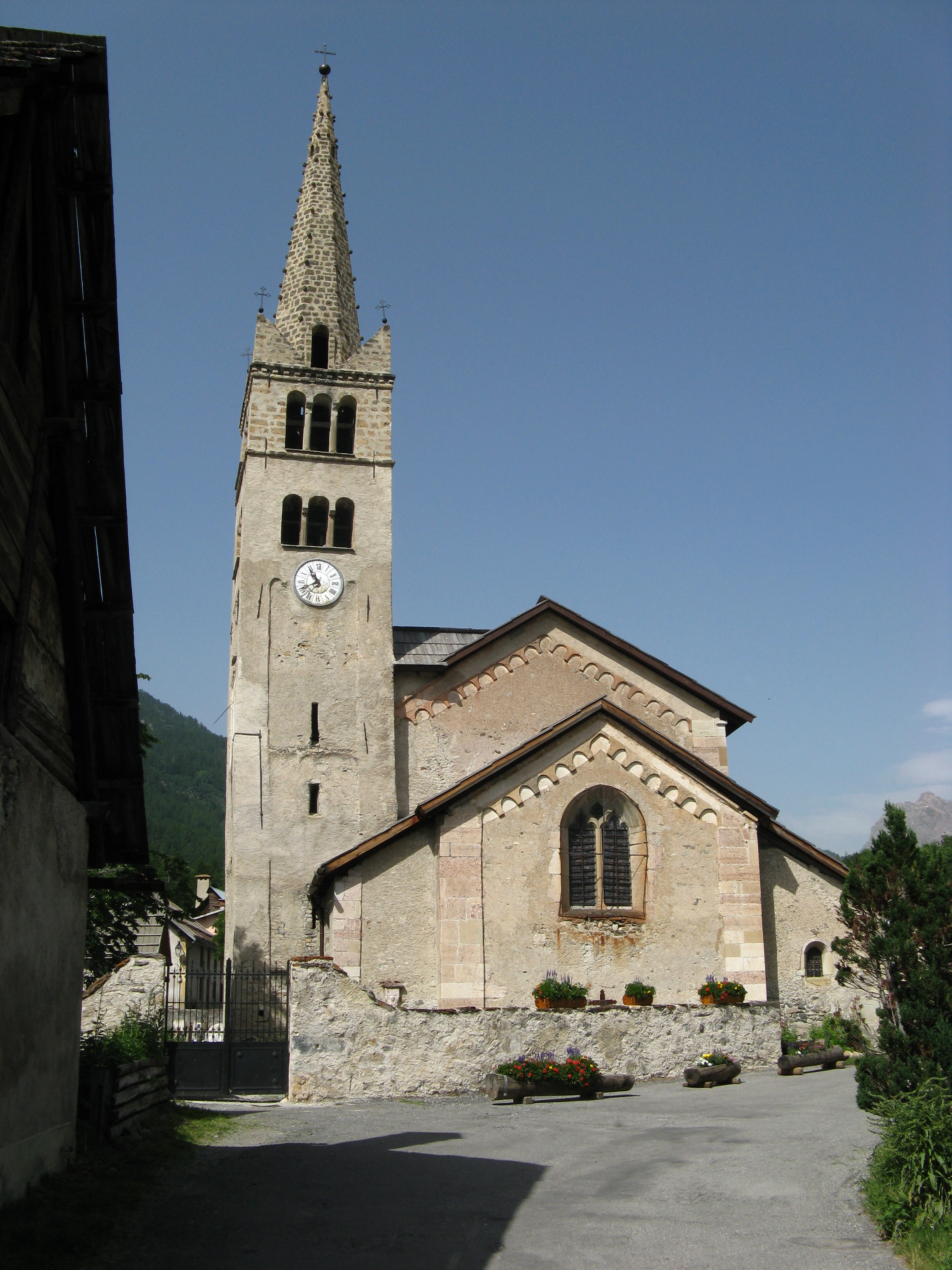
L'église Saint-Marcellin-et-Saint-Pelage au hameau de Ville Haute.

- L'église Saint-Marcellin-et-Saint-Pelage 45° 01′ 08″ N, 6° 36′ 18″ E.

 Classée MH (1914)
Sa construction, pour ses parties principales a lieu pendant la seconde moitié du XVe siècle.

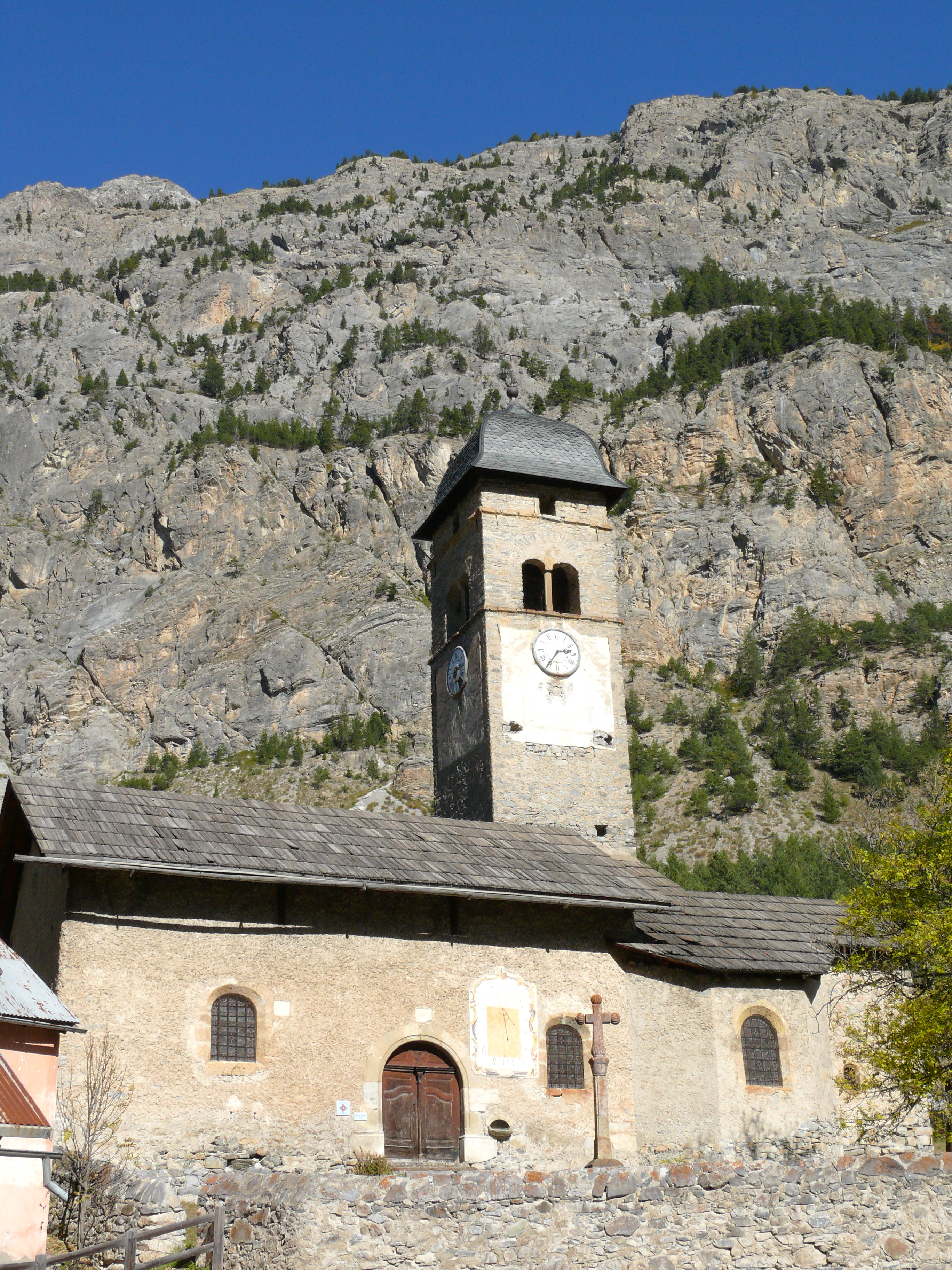
Église Saint-Sébastien à Plampinet.

- L'église Saint-Sébastien à Plampinet.

 Classée MH (1991)

##### Chapelles paroissiales
Chapelles :
- Chapelle Saint-Antoine-l'Ermite à Ville Haute[56].

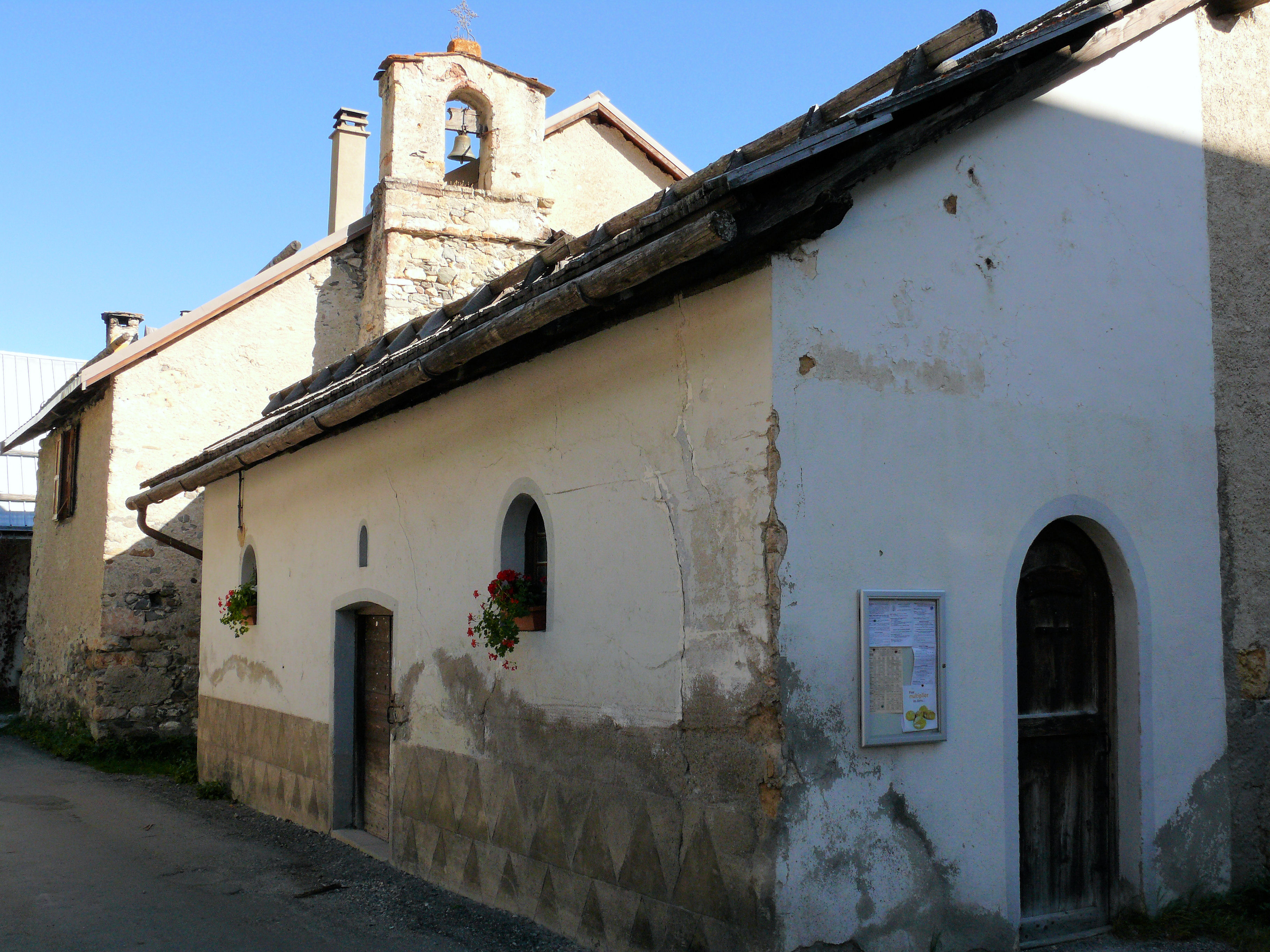
Ville-Haute - Chapelle Saint-Antoine

On lie traditionnellement son existence à la présence d'un établissement des antonins au XVe siècle et au XVIe siècle à Névache. Cette structure a pu prendre des formes différentes dans le temps, mais son histoire n'a jamais été étudiée en détail.
En 1541, elle est qualifiée de « commanderie » : le 25 août 1541, Romanet Odon, commandeur des antonins de Gap, confère à Jean de la Serve, la commanderie de Névache dont Jean Gottafrey, brassier du monastère vient de résigner la charge.
Chapelle paroissiale du hameau de Ville Haute, elle est utilisée comme église d'hiver, car il est possible de la chauffer, contrairement à l'église voisine, trop grande et qui n'a jamais été équipée de dispositifs qui permettraient de le faire.
- Chapelle Saint-Jean-Baptiste à Ville Basse. Chapelle paroissiale du hameau de Ville-Basse, elle est principalement utilisée à l'occasion de la fête de ce saint.
- Chapelle Saint-Hippolyte à Roubion[58]. Chapelle paroissiale du hameau de Roubion, elle possédait une statue équestre de saint Hippolyte que la paroisse conduisait « en procession faire boire son cheval à la rivière » lors de la fête de ce saint (13 août).

« Base Mérimée », notice no PA00080593, « Base Mérimée », notice no IA05001063.
- Chapelle Notre-Dame-des-Grâces à Plampinet, peintures murales des XVe et XVIe siècles[59],[60] et sa cloche de 1761[61].
- Chapelle Notre-Dame-des-Sept-Douleurs au mont Thabor. Chapelle paroissiale du Melezet.

##### Chapelles privées

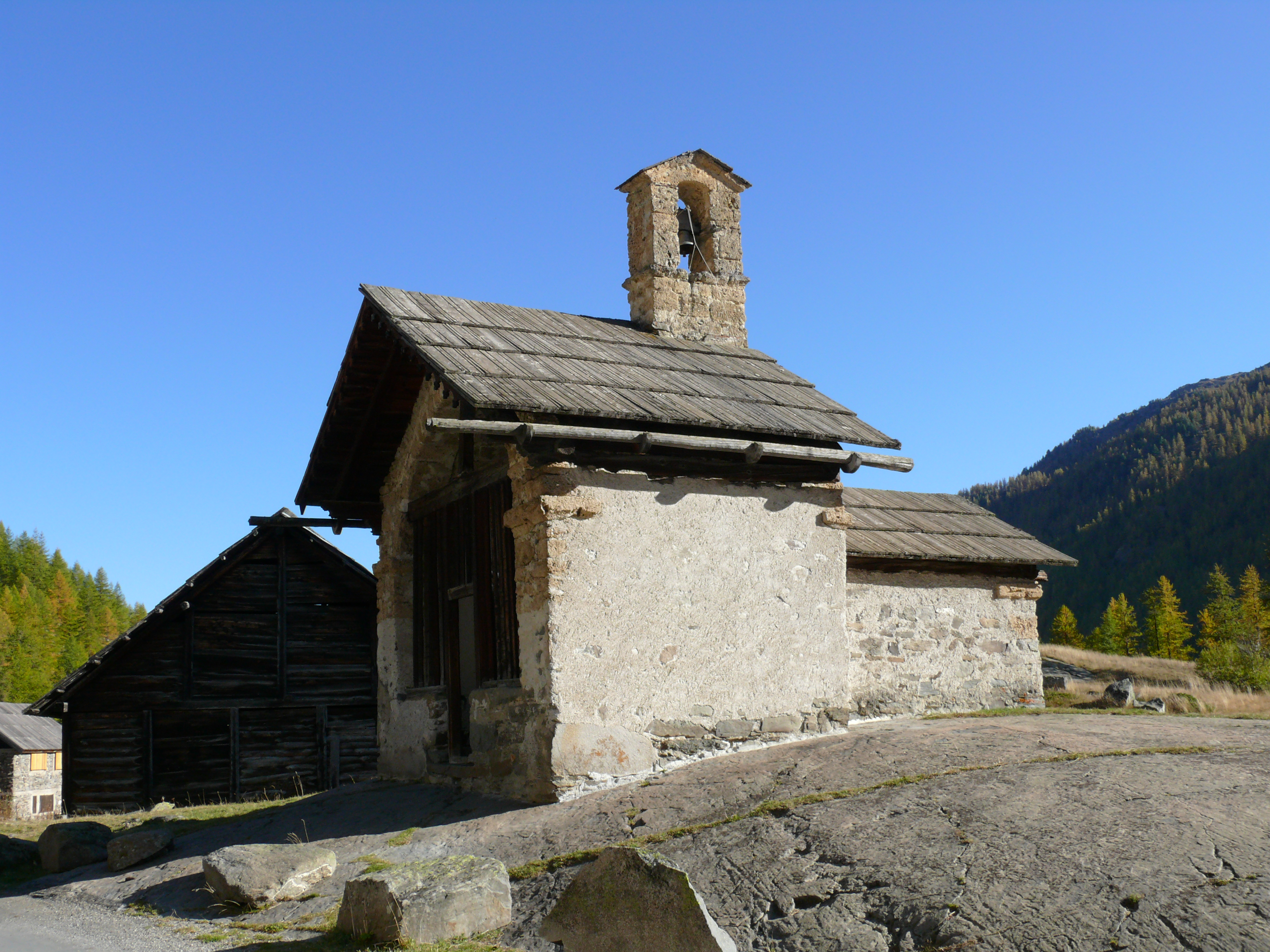
Chapelle Sainte-Marie à Fontcouverte.

- Chapelle Notre-Dame-des-Sept-Douleurs au Mont Thabor 45° 06′ 51″ N, 6° 33′ 57″ E

On ne sait pas à quelle époque remonte sa construction initiale. Les archives de la paroisse de Mélezet font état de dons qui lui sont affectés en 1648.
En 1694, elle est en ruine. Girolamo André, le curé de Mélezet dépense alors la somme de 90 livres qu'il tire des aumônes faites en faveur de la chapelle, pour la faire rebâtir. Trente trois mules sont nécessaires pour porter les matériaux et les paroissiens fournissent gratuitement la main d'œuvre pour sa reconstruction. Il s'agit alors d'une construction en bois.
Le 29 août 1773, on bénit sa cloche offerte par monsieur Buisson et de madame Arnaud de Briançon.
En 1860, les paroissiens de Mélezet, pendant une épidémie de fièvre typhoïde, font le vœu solennel de se rendre chaque année, le 16 juillet, en pèlerinage à la chapelle. Le pèlerinage commence par le parcours des quatorze stations du Chemin de Croix construit le long du chemin qui conduit à la chapelle.
En 1894, Don Massimino Vallory, curé de Mélezet, et Delfino Grand, le maire de Melezet deviennent les promoteurs de l'idée de reconstruire la chapelle avec des matériaux plus solides. Une souscription est ouverte qui collecte 440 lires. Les travaux de construction de l'assise et du mur de soutènement de la chapelle débutent en 1896. La construction du bâtiment commence le 26 juillet 1897, et la chapelle est inaugurée le 13 septembre 1897 dans de mauvaises conditions climatiques.
En 1957, Don François Massé, curé de Mélezet, aidé par une vingtaine de volontaires procède à des travaux de restauration et à la reconstruction de la partie avant de la chapelle. Le propriétaire de cette chapelle est la commune de Bardonnèche.
- Notre Dame du Rosaire au Cros 45° 01′ 12″ N, 6° 37′ 02″ E.
- Saint-Antonin à Ville Haute.
- Sainte-Apollonie au Queyrelin.
- Les Âmes du Purgatoire à Roubion.
- Sainte-Anne au Verney.
- Sainte-Barbe à Lacou.
- Saint-Benoit à Ville Haute 45° 01′ 11″ N, 6° 35′ 56″ E.

Elle est construite en 1744 par la famille Faure, dite « de La Place », de Ville-Haute, parce que sa maison, voisine de l'église a été épargnée par l'incendie du 14 octobre 1743. En 1930, elle est la propriété de Marie Faure, veuve de Pierre Pons, mère d'Émile Pons et grand-mère de Maurice Pons. Elle est aujourd'hui la propriété des descendants d'Émile Pons.
- Sainte-Elisabeth à Lacha.

Chapelle disparue. Elle appartenait à la famille Poulin mais a été rasée par une avalanche.
- Saint-François-Régis à Plampinet.
- Saint-Ignace à Buffère.
- Saint-Jacques à Laval.
- Saint-Laurent à Sallé 45° 01′ 09″ N, 6° 37′ 33″ E.

Cette chapelle qui fait figure de chapelle paroissiale du hameau de Sallé, est une chapelle privée. Elle a été fondée par Marcellin Rolland, et elle est dotée dès 1673, d'une cloche dont Antoine et Jean Pascal sont les principaux donateurs. Leur contribution a été complétée par une souscription des habitants du hameau.
En 1930, elle appartient à la famille Tane.

- Sainte-Marie à Fontcouverte[68]

Construite par Ambroise Maritan qui est aussi le créateur de la cuve baptismale de l'église Saint-Marcellin-et-Saint-Pelage et qui possédait un chalet proche de la chapelle, en 1617, elle est l'emblème visuel de la haute vallée de la Clarée et appartient aux descendants d'Ambroise Maritan.
Son architecture est plus raffinée et plus somptueuse que celle des autres chapelles de hameaux d'alpage, car elle possède une nef et un chœur. Une grille de bois sépare sa nef de son parvis et une barrière, aussi en bois, sépare son chœur de sa nef.
Son autel était décoré d'un triptyque composé d'une statue dorée de la Vierge à l'Enfant placée dans une niche, surmontée d'une représentation de Dieu le Père et de deux volets peints représentant saint Marcellin et saint Pelage. Sa face extérieure, malheureusement très dégradée représente l'Annonciation,.
Elle est aussi l'une des rares chapelles de hameaux d'alpage, que son constructeur ou ses propriétaires, ont dotée d'un clocheton. La cloche que celui-ci accueille, a été bénie en 1953 par l'abbé Romagne et le père Magand.

« Base Mérimée », notice no PA00080594, « Base Mérimée », notice no IA05001064.
- Saint-Michel au Vallon[73].
- Notre-Dame-de-Bon-Rencontre[74].
- Notre-Dame-de-Bon-Secours à Lacou.
- Notre-Dame-de-Lourdes à Ville Haute.
- Notre-Dame-de-la-Vie au Creuzet.

Chapelle disparue dont il ne reste que les marques de l'emplacement au croisement du torrent du Creuzet et de l'ancienne route de Névache à Plampinet au lieudit les Aras. Son nom s'entend différemment en français et en patois dans lequel elle signifie « Notre Dame de la Route » qui est plus logique étant donné sa localisation.
- Saint-Roch au Château.
- Saint-Sauveur à Roubion.

##### Oratoires
- Notre-Dame des Combes. Voulu par Mlle Thérèse Balcet, construit au lieudit le « Pied des Combes » près du chemin qui conduit à la Montagne des Thures (GR 5) et du torrent de Roubion, il fut bénit par le père Louis Romagne, curé de Névache, le 25 septembre 1971[75].
- Saint-Roch à Plampinet. Construit en face de l'ancienne caserne du « Poste de Plampinet », aujourd'hui l'auberge « La Cleyda ».

#### Architecture civile
- Forge[76].
- Moulin du Haut[77].
- Moulin du Bas[78].
- Moulin Ville-Haute[79].
- Fournil lieu-dit Plampinet[80].
- Fournil lieu-dit Sallé[81].

##### Cadrans solaires
- Cadran solaire sur la maison « Maritan »[82].
- Cadran solaire sur la maison « Rochas »[83].
- Cadran solaire sur la maison « La Bélière »[84].
- Cadran solaire réalisé par le peintre Hippolyte Laurençon[85].

##### La maison traditionnelle
- Maisons fermes dites gîtes d'étape, chalets[86].

##### Les structures communes
- Moulin de Ville-Haute (privé).
- Moulin banal de Ville-Haute.
- Four banal de Ville-Haute.
- Four banal de Ville-Basse[87].
- Ancienne laiterie.
- Four banal de Sallé.
- Ancienne École de Ville-Haute.
- Ancienne École de Ville-Basse.
- Ancienne École de Plampinet.
- École de Roubion.
- Bureau de poste de Ville-Basse.
- Presbytère-Mairie[88] et sa cloche de 1677[89].
- Forge et Ancien garage des pompiers de Plampinet 45° 00′ 10″ N, 6° 39′ 39″ E.

Petite bâtisse allongée, au toit à deux pans, en bordure du village, elle comporte deux pièces de même taille qui abritaient respectivement, à l'est une forge et à l'ouest les pompes à incendie. La forge a été construite après l'incendie du hameau en 1892. Elle était équipée d'un four de forge au soufflet en cuir. Elle ne semble plus avoir servi après 1924. Les pompiers disposaient, à Plampinet, de deux pompes à incendie, l'une datée de 1850, l'autre de 1890.

#### Architecture militaire
- Le fort de l'Olive[91].
- (it) Batteria dello Chaberton (it)
- Le blockhaus de l’enlon[92], gouverneur militaire de Lyon de 1888 à 1893, par le 12e bataillon de chasseurs alpins, alors commandé par le lieutenant-colonel Jean-Gaston d'Ivoley, en 1891-1892 sous la direction du capitaine adjudant-major[Note 17] Lecomte. Un budget de 20 000 francs permet d'édifier des baraquements qui permettent de loger 400 soldats, et des retranchements qui couvrent les deux flancs du col de la Chaux d'Acles[93].

### Personnalités liées à la commune
- Luigi des Ambrois de Névache (1807-1874), premier président du Sénat du Royaume de l'Italie unifiée et dernier descendant direct des seigneurs de Névache.
- Paul Barril, né en 1946, a passé la plus grande partie de son enfance à Névache[94].
- Barthélemy Baudrand (1701-1787), jésuite, recteur du Recteur du « Collège Royal de Bourbon » à Aix-en-Provence, écrivain spirituel.
- Charles Blavette (1902-1967) qui tient le rôle de l'oncle Simon, le berger, dans le film « L'Eau vive » et qui séjourne, pour les besoins du tournage, avec François Villiers, Alain Allioux et Paul Soulignac, à l'hôtel Mouthon, à Névache.
- Daniel-André Bourcet (1658-1731), capitaine des milices du Briançonnais, dirige en 1708, la défense du col de Buffère contre l'armée du duc de Savoie.
- André Georges (1902-1963), alpiniste et sauveteur de haute montagne français, enterré à Névache. Il possédait un chalet à Rif Tord.
- Henri Germain a situé une scène de son roman "Le secret de la duchesse" (1889) à "l'auberge de Plampinet".
- Jean-Joseph Lannes Botaniste, douanier de profession, il a occupé de nombreux postes dans le Briançonnais et le Queyras, et notamment celui de lieutenant des douanes à Névache.
- Eric de Kermel, journaliste et éditeur de magazines de nature, a choisi la Vallée de la Clarée comme cadre de son roman « Mon cœur contre la terre [95]».
- César Mouthon (1875-1925). Originaire de Villar-sur-Boège. Reçu premier, il étudie à  l’École fromagère de Poligny. En 1900, il vient à Névache diriger la coopérative laitière et fromagère « La Fruitière ». Il y rencontre son épouse Catherine Faure et construit le « Grand Hôtel de Névache » ou « Hôtel Mouthon »[96] qui ouvre en 1910 et propose aux touristes 26 chambres sur trois étages, dont 20 conformes aux normes du Touring club de France, et trois W.C. à chasse d'eau[97]. Il est l'auteur de la première monographie exclusivement consacrée à Névache[98].
- Wladimir Rabinovitch (1906-1981), magistrat, juriste et écrivain.
- Claude Rostollan, général de la Révolution et de l'Empire (1762-1846) y est né[99],[Note 18].
- Léon Pons, frère cadet d'Émile Pons, né en 1888. Il est à Arvieux en 1909, à Vallouise en 1911, puis à Gap, jusqu'en 1914. Mobilisé en tant que soldat du 159e régiment d'infanterie, il est mort au combat, en juin 1915, à Souchez. Il figure sur la liste des combattants, tués au cours de la première guerre mondiale, du Monument aux morts de Névache[65].
- Maurice Pons, né à Strasbourg en 1927, romancier et nouvelliste, effectue, pendant son enfance et son adolescence, de fréquents séjours à Névache dont sa famille est originaire.
- Michel Queysanne, né le 22 mai 1913 à La Rochelle et décédé le 24 décembre 1996 à Paris, professeur français de mathématiques, possédait à Névache une résidence de vacances.
- Robert-Auguste Touchon, né le 18 décembre 1878 à Paris et mort le 11 juillet 1960 à La Tronche, pionnier de l'alpinisme et du ski militaire, passe l'hiver 1906-1907 au Poste des Acles. Héros de la Première Guerre mondiale, il prend en janvier 1928, le commandement du 159e régiment d'infanterie à Briançon qu'il détient jusqu'en 1930. Durant cette période, il parcourt les montagnes à la tête de son régiment, effectue personnellement des reconnaissances systématiques sur les glaciers et les sommets, rédige des manuels d'instruction. Il est aussi alors commandant du « Centre d'hiver d'études pratiques de montagne » et organise des stages d'instruction destinés à des officiers d'autres régiments qui sont rapidement réputés dans l'ensemble de l'Armée de terre.
- François Villiers, réalisateur et scénariste, auteur du film L'Eau vive.

### Littérature
| Roman                    |
|                          |
| Mon cœur contre la terre |

| Théâtre religieux                       |
|                                         |
| Le Mystère de Saint Antoine de Viennois |

| Roman                  |
|                        |
| La Vierge aux Cravates |

| Roman                    |
|                          |
| La Vallée et Les Saisons |

### Cinéma

#### L'Eau Vive
Névache fut l'un des lieux du tournage du film l'Eau vive, réalisé par François Villiers et publié en 1958, dans lequel apparait le troupeau de monsieur Ventre, éleveur de moutons à Coudoux, et principal propriétaire, à Névache, des montagnes du Vallon et de Biaune.

#### Alex Hugo
Après le succès de deux premiers épisodes du téléfilm Alex Hugo tournés en partie dans le Briançonnais et diffusés sur France 2 depuis l'automne 2015, la production choisit la Vallée de la Clarée comme l'un des lieux de tournage des épisodes suivants. En octobre 2015, les caméras se sont notamment posées dans la ligne droite de Plampinet pour des cascades de conduite, puis dans la Haute Vallée de la Clarée. Les derniers épisodes en date (saison 5) sont diffusés à partir d'août 2019.

### Héraldique
| Blason de Névache. | Blasonnement : D'azur à deux clés d'argent passée en sautoir, les pannetons en forme de lettre N, les anneaux liés d'or, surmontées d'une couronne du même,. | Blason de Nevache (05) | Ancienne version du dessin du blason de Névache. |